# Pitcairnia unilateralis
Espèce
Classification phylogénétique
Statut de conservation UICN

 VU A4c : Vulnérable
Pitcairnia unilateralis est une espèce de plante de la famille des Bromeliaceae, endémique d'Équateur.